# Cypripedium tibeticum
Espèce
Statut de conservation UICN

 LC  : Préoccupation mineure
Statut CITES
Cypripedium tibeticum est une espèce d'orchidées du genre Cypripedium originaire de l'Himalaya.